# Thazard noir
Acanthocybium solandri
Genre
Espèce
Statut de conservation UICN

 LC  : Préoccupation mineure
Le Thazard noir, Acanthocybium solandri, est une espèce de poissons aussi connue sous les noms de Thazard raité, Thazard-bâtard ou bien encore Thon banane. Dans les pays anglophones, il est connu sous le nom de Wahoo. Il fait partie de la famille des Scombridae, qui contient aussi les thons et les maquereaux. C'est la seule espèce de son genre Acanthocybium (monotypique).

## Description et caractéristiques
Il peut mesurer jusqu'à 2,50 mètres de longueur pour un maximum de 83 kilogrammes, le record de France est quant à lui de 38 kilogrammes, et a été pêché en Guadeloupe.
C'est un poisson solitaire ou vivant en petits groupes de 2-6 individus. Cette espèce se nourrit de petits poissons, de poissons-volants, de calmars, de crustacés et de céphalopodes.
Sa reproduction est ovipare, il pond environ 1 million d’œufs par an et son âge de maturité est entre 2 et 4 ans. Sa longévité peut  être de 10 ans.
C'est un poisson comestible et commercial ; il est aussi une cible de choix en pêche sportive.

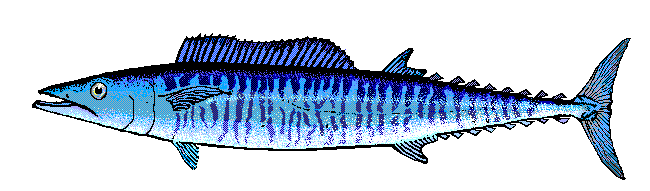
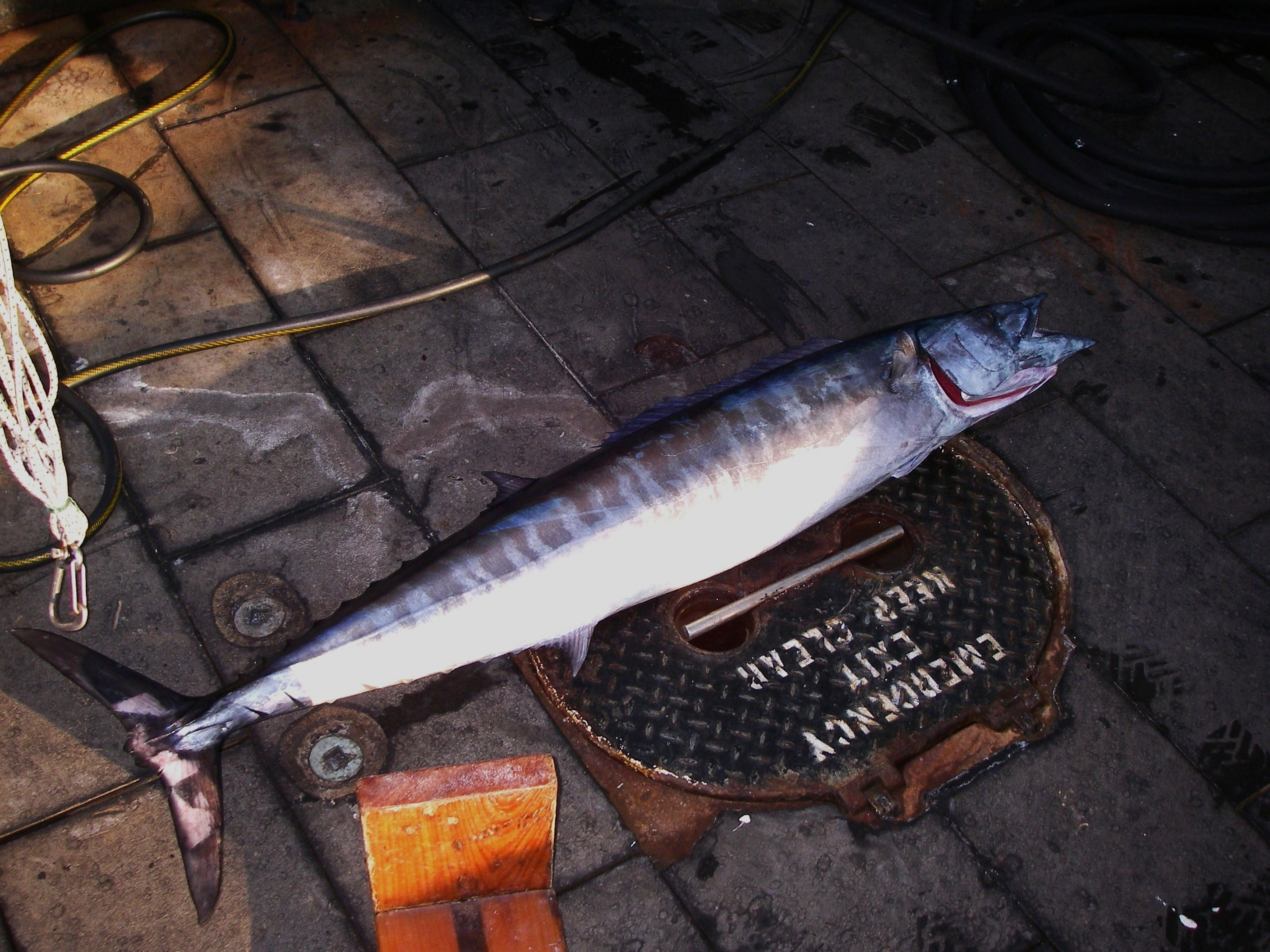

## Habitat et répartition
C'est une espèce tropicale et subtropicale (incluant la Méditerranée), qui s'aventure parfois jusqu'en Angleterre en été. On le trouve dans tous les océans du monde. Il semble vivre essentiellement à faible profondeur.